# Walter Carlsnaes
Walter Emanuel Carlsnaes (* 27. Oktober 1943) ist ein schwedischer Politikwissenschaftler und Hochschullehrer.

## Leben und Wirken
Walter Carlsnaes studierte Politikwissenschaft an der Universität Uppsala und erwarb dort 1968 bzw. 1972 die seine ersten akademischen Grade. Sein Studium setzte er an der Princeton University fort, wo er 1970 die Magisterprüfung ablegte. 1974 hielt er sich zu einem Forschungsaufenthalt an der Harvard University auf. Seine Promotion (Ph.D.) erfolgte 1976 an der Universität Oxford. Von 1976 bis 1978 hatte Carlsnaes zunächst eine außerordentliche Professur an der Universität Aarhus in Dänemark inne. Anschließend wirkte er lange Zeit als Professor am „Department of Government“ der Universität Uppsala. Außerdem war er Mitarbeiter am Schwedischen Institut für Auswärtige Politik in Stockholm.
Carlsnaes beschäftigt sich vor allem mit Außenpolitik und dem Einfluss von Ideologien auf diese sowie mit internationalen Beziehungen und der Europäischen Union.

## Veröffentlichungen (Auswahl)
Monographien
- The concept of ideology and political analysis. A critical examination of its usage by Marx, Lenin, and Mannheim. Greenwood Press, Westport, Conn. 1981, ISBN 0-313-22267-3 (= Dissertation Universität Oxford).

- Ideology and foreign policy. Problems of comparative conceptualization. Basil Blackwell, Oxford 1987, ISBN 0-631-15229-6.
- Energy vulnerability and national security. The energy crises, domestic policy responses and the logic of Swedish neutrality. Pinter, London 1988, ISBN 0-86187-988-0.
- (Hrsg., mit Steve Smith): European foreign policy.  The EC and changing perspectives in Europe. Sage, London 1994, ISBN 0-8039-8816-8.
- (Hrsg.): Change and South African external relations. International Thomson Publ., Johannesburg 1997, ISBN 1-86864-060-4.
- (Mithrsg.): Handbook of international relations. Sage, London 2002, ISBN 0-7619-6304-9 (2. Aufl. 2013, ISBN 978-1-84920-150-6.)
- (Mithrsg.): Contemporary foreign policy. Sage, Thousand Oaks, Calif. 2004, ISBN 978-1-4129-0001-0.
- (Hrsg.): In full flight. South African foreign policy after apartheid. Institute for Global Dialogue, Braamfontein 2006, ISBN 1-919697-85-3.
- (Hrsg., mit Stefano Guzzini): Foreign policy analysis. Sage, Los Angeles 2011, ISBN 1-4129-2144-9.

Aufsätze
- The concepts of foreign policy actions in comparative analysis. In: Cooperation and conflict, Bd. 15 (1980), S. 3–20.
- Can perceptions be ideological? In: Cooperation and conflict, Bd. 16 (1981), S. 183–188.
- Foreign policy and the democratic process. In: Scandinavian Political Studies, N.S., Bd. 4 (1981), H. 2, S. 81–108.
- Sweden faces the new Europe. Wither neutrality? In: European security, Bd. 2 (1993), S. 71–89.
- The compatibility of EU membership with neutrality. In: Bill McSweeney (Hrsg.): Moral issues in international affairs. Problems of European integration. Macmillan, Basingstoke 1998, S. 117–138, ISBN 0-333-69848-7.
- European security and transatlantic relations in the age of international terrorism. Challenges for the nordic countries. In: Security dialogue, Bd. 36 (2005), S. 395–421.
- Foreign policy. In: Guy Peters (Hrsg.): Handbook of public policy. Sage, London 2006, S. 339–363, ISBN 0-7619-4061-8.
- The European Union and the international system. In: Knud Erik Jørgensen u. a. (Hrsg.): Handbook of European Union politics. Sage, London 2007, S. 505–575, ISBN 1-4129-0875-2.